# Nagycenk, Győr-Moson-Sopron
Nagycenk  este un sat în districtul Sopron, județul Győr-Moson-Sopron, Ungaria, având o populație de 1.846 de locuitori (2011). 

## Demografie
Componența etnică a satului Nagycenk
     Maghiari (94,97%)
     Germani (3,6%)
     Necunoscut (0,29%)
     Alții (1,14%)
Componența confesională a satului Nagycenk
     Romano-catolici (69,5%)
     Fără religie (4,88%)
     Luterani (2,6%)
     Reformați (2,44%)
     Atei (1,14%)
     Necunoscută (19,07%)
     Greco-catolici (0,38%)
     Alte religii (0,92%)
Conform recensământului din 2011, satul Nagycenk avea 1.846 de locuitori. Din punct de vedere etnic, majoritatea locuitorilor (94,97%) erau maghiari, cu o minoritate de germani (3,6%). Apartenența etnică nu este cunoscută în cazul a 0,29% din locuitori.  Din punct de vedere confesional, majoritatea locuitorilor (69,5%) erau romano-catolici, existând și minorități de persoane fără religie (4,88%), luterani (2,6%), reformați (2,44%) și atei (1,14%). Pentru 19,07% din locuitori nu este cunoscută apartenența confesională.